# Théodule Tellier
Pour les articles homonymes, voir Tellier.
Théodule Tellier (né le 12 octobre 1855 à Abbeville - mort dans la nuit du 3 au 4 mars 1922) était un imprimeur français vivant à Amiens. Il a été le chef imprimeur de la Maison Yvert et l'associé de Louis Yvert dans la réalisation du catalogue de timbres Yvert et Tellier de 1895 à 1913.

## Biographie
En 1879, Tellier est engagé dans l'imprimerie d'Henry Yvert, rédacteur en chef du journal légitimiste L'Écho de la Somme et propriétaire d'une imprimerie florissante à Amiens. Il gravit les échelons jusqu'à devenir chef imprimeur.
En 1885, à la mort d'Henry Yvert, sa veuve décide de prendre le chef imprimeur comme associé le temps que son fils Louis Yvert soit prêt à prendre la relève. Tellier dirige l'atelier typographique, puis toute l'imprimerie en 1889.
Passionné de timbres-poste depuis la découverte dans les années 1870 des timbres d'Alsace-Lorraine, il imprime avec soin L'Écho de la timbrologie, bulletin créé par Edmond Frémy de Douai. En 1890, quand Frémy malade se résigne à abandonner son bulletin, Tellier le reprend. Or, les lecteurs collectionneurs réclament du matériel pour les aider à collectionner : un album pour ranger tous les timbres connus, un catalogue, un service de vente par correspondance de timbres.
En 1895, Tellier fait découvrir la philatélie à Louis Yvert qui ne veut plus écrire dans L'Écho de la Somme car il ne partage pas les idées conservatrices de ses lecteurs. Les deux associés réalisent en un an un catalogue exhaustif de timbres qui paraît en novembre 1896 et qui est nommé Catalogue prix-courant de timbres-poste par Yvert et Tellier. Dans le même temps, des albums préimprimés sont également publiés.
Le succès du catalogue et du matériel de collection assure la pérennité de l'entreprise Yvert et Tellier. Louis Yvert en profite pour voyager en Europe tout en restant en contact avec Théodule Tellier qui assure le bon fonctionnement de l'imprimerie.
Mais, la mort de son petit-fils mine Tellier qui décide de se retirer des affaires et vend ses parts à Louis Yvert le 1er avril 1913. Il se retire un temps dans une ferme au hameau de Fort-Manoir, près d'Amiens. Malade, il doit retourner vivre dans la ville où il meurt dans la nuit du 3 au 4 mars 1922. Il est inhumé au cimetière Saint-Acheul (ancien) à Amiens.
Par amitié et bien que Tellier n'ait plus de lien juridique avec le catalogue, Louis Yvert décide dès 1913 que le catalogue continuera de s'appeler Yvert et Tellier.